# Army Men: Major Malfunction
Army Men: Major Malfunction là trò chơi điện tử thuộc thể loại bắn súng góc nhìn thứ ba của loạt game Army Men do hãng Team17 phát triển và Global Star Software phát hành vào năm 2006 trên hai hệ máy console Xbox và PlayStation 2. Cái tên Major Malfunction có nguồn gốc trích từ câu nói của R. Lee Ermey trong phim Full Metal Jacket là "What is your major malfunction, numbnuts?" (Mày bị chập mạch cái gì vậy, thằng đần?).

## Cốt truyện
Nhân vật chính là một chú lính nhựa tên Binh nhì Anderson (Private Anderson). Xuyên suốt game kể về cuộc hành trình trừ gian diệt bạo của anh lính nhựa phe Green nhằm chặn đứng âm mưu thâu tóm căn nhà của tên Thiếu tá Malfunction (Major Malfunction) điên loạn với đội quân đồ chơi hùng hậu của hắn.

## Nhân vật

### Chính diện
- Binh nhì Anderson – Nhân vật chính trong phiên bản Army Men: Major Malfunction, được lệnh của Đại tá Koftshorts đi điều tra tình hình của cựu binh Sarge và đồng thời truy tìm tung tích của Thiếu tá Malfunction khi hắn đột nhiên biến mất, trong suốt quá trình thực thi nhiệm vụ, Anderson phát hiện ra Sarge đã chết khi bị nấu chảy lớp nhựa trong một chiếc lò vi ba, sau quá trình dò la thì anh phát hiện ra hung thủ chính là Malfunction, với sự trợ giúp đắc lực của đồng đội và nhất là từ cấp trên của anh là Đại tá Koftshorts, Anderson quyết tâm đuổi theo và tiêu diệt Malfunction, cuối cùng anh đã tự tay đánh bại hắn trong một căn nhà kho cũ kỹ và trở về căn cứ trong sự chào đón hân hoan, nhiệt liệt của đồng đội và nhận chiếc huy chương danh dự từ tổng tư lệnh quân Green.
- Binh nhì Wires – Nữ binh sĩ trong nhóm Anderson, không được đề cập chi tiết về tiểu sử cùng sự xuất hiện trực tiếp, chỉ biết trong một phi vụ quan trọng của game thì cô tham gia cùng toán bay của Driver và bị thương nặng khi quân Malfunction bắn hạ chiếc trực thắng của nhóm đang trên đường bốc Anderson đi.
- Binh nhì Driver – Phi công lái trực thăng chính chuyên dùng để chở và thả các thành viên trong nhóm Anderson trong những phi vụ quan trọng xuyên suốt game. Từng bị lính phe Malfunction bắn hạ chiếc trực thăng khiến anh suýt chết, may nhờ Anderson chạy tới cứu thoát.
- Đại tá Koftshorts – Chỉ huy của Anderson và các toán lính khác, trong suốt diễn biến của game, ông không xuất hiện trực tiếp mà chỉ được đề cập gián tiếp thông qua việc liên lạc từ máy bộ đàm giữa các thành viên trong nhóm với nhau, thường xuyên cung cấp các thông tin tình báo và đưa ra lời khuyên hữu ích giúp Anderson khắc phục những khó khăn và thử thách mà anh buộc phải vượt qua bất chấp lực lượng đông đảo và cạm bẫy nguy hiểm do Malfunction bố trí.
- Giáo sư Foreyes – Một nhà khoa học đầy tài năng với những công trình nghiên cứu tiên tiến, từng làm việc cho phe Green, về sau ông bị quân của Malfunction tới bắt cóc và đưa về căn cứ của hắn để buộc phải làm những thí nghiệm giúp tăng cường sức mạnh cho đội quân đồ chơi dưới quyền Malfunction. Cuối cùng, ông được binh nhì Anderson giải cứu và tận tình giúp đỡ Anderson hoàn thành nhiệm vụ tiêu diệt Malfunction, còn số phận của vị giáo sư này sau đó ra sao thì không rõ.

### Phản diện
- Thiếu tá Malfunction – Vốn xuất thân từ một cựu chiến binh của phe Green, trong quá trình tác chiến vô tình bị nhiễm một loại hóa chất đã biến hắn trở thành một người khác hẳn, tâm trí điên loạn và hành sự độc ác, với hình dạng y hệt một tay lính quân Green chỉ trừ khuôn mặt bị biến dạng trầm trọng cùng khẩu súng máy mang theo bên người. Vì thế mà hắn bị chỉ huy quân Green trục xuất khỏi căn cứ và sống ẩn danh trong một thời gian dài. Tuy vậy, do mối căm thù từ xưa mà chăng lâu sau hắn đã sắp xếp cái bẫy và tiêu diệt thành công Sarge cùng nhóm của anh trong một nhiệm vụ truy tìm hắn. Tiếp theo, Malfunction điều quân lính gồm toàn những món đồ chơi đã bị hắn kiểm soát chặt chẽ tới bắt cóc và giam giữ giáo sư Foreyes để phục vụ cho những kế hoạch điền rồ nhằm thống trị thế giới. Không may, quân Green đã kịp thời phái tay binh nhì Anderson cùng các đồng đội của anh vượt qua những cạm bẫy và thử thách nguy hiểm để giải cứu giáo sư Foreyes, tìm kiếm Sarge và cuối cùng là tiêu diệt Malfunction cùng đội quân đồ chơi đầy uy lực của hắn.

## Đón nhận
Trò chơi bị chỉ trích gay gắt bởi đa số nhà phê bình vì phần cốt truyện, đồ họa và trí tuệ nhân tạo của đối phương yếu kém, và theo GameSpot cho biết thì chủ yếu là gặp phải "vấn đề khủng khiếp với phần nhắm bắn mục tiêu và điều khiển camera". IGN chấm cho phiên bản Xbox của game với số điểm 3.0/10 trong khi GameSpot chấm với số điểm 3.1/10.